# ناحیه نووو، شهرستان هنکاک، ایلینوی
ناحیه نووو (به انگلیسی: Nauvoo Township) یک منطقهٔ مسکونی در ایالات متحده آمریکا است که در شهرستان هنکاک، ایلینوی واقع شده‌است. ناحیه نووو ۱۸۹ متر بالاتر از سطح دریا واقع شده‌است.